# Batalha de Queroneia (87 a.C.)
A Batalha de Queroneia foi travada em 87 a.C. entre as forças da República Romana e as do Reino do Ponto no contexto da Primeira Guerra Mitridática. Depois de três dias de combates, os romanos foram vencedores.

## Contexto
Tudo isto aconteceu enquanto Sula estava treinando e recrutando um exército em Brundísio para seguir para o oriente para enfrentar o próprio Mitrídates VI. Em Roma, Caio Mário, adversário de Sula, ainda tentava obter o comando da guerra e convenceu o tribuno da plebe Públio Sulpício Rufo a convocar uma sessão extraordinária do Senado para cancelar o senatus consultum que havia dado o comando da guerra a Sula. Este, ao saber da movimentação em Roma, tomou uma decisão sem precedentes: à frente de seis legiões leais a ele, Sula marchou e capturou a cidade de Roma, algo que nenhum general antes havia feito. Depois de expulsar os líderes dos populares e consolidar sua posição, Sula embarcou para a Grécia com cinco legiões. 

## Batalha
Enquanto isto, a primeira intervenção romana para interromper o avanço das forças pônticas na Grécia foi feito pelo legado do governador da província da Macedônia, Quinto Brútio Sura, que marchou com um pequeno exército e conseguiu uma vitória naval, na qual afundou um grande navio de transporte de tropas (hemiolia) com a perda de todos os tripulantes. Seguindo adiante com sua frota, Sura tomou a ilha de Escíato, um covil de piratas, onde crucificou os escravos e cortou as mãos dos libertos fugidos e que estavam ali refugiados.
Finalmente, seu exército chegou à Beócia, onde recebeu um reforço de 1 000 homens, entre cavaleiros e infantes, vindos da Macedônia. Perto de Queroneia, Sura combateu por três dias contra o general pôntico Arquelau e o tirano de Atenas Aristião, mas sem um resultado decisivo. Quando os espartanos e aqueus chegaram para apoiar o exército pôntico, Brútio preferiu se retirar para Pireu, onde permaneceu até que Arquelau se aproximou com sua frota e obteve a rendição da cidade. Segundo Plutarco, Lúcio Licínio Lúculo ordenou que ele voltasse então para sua província e entregasse o comando da guerra ao recém-chegado Lúcio Cornélio Sula. Imediatamente Sula iniciou o Cerco de Atenas e Pireu contra Arquelau e Aristião . As duas cidades cairiam no ano seguinte.